# Hamnvik
Hamnvik (eller Ibestad) är den enda tätorten i Ibestads kommun i Troms fylke i norra Norge. Orten ligger vid fylkesväg 848 på ön Rolla. Den utgör kommunens centralort.